# 松岡文雄
松岡 文雄（まつおか ふみお、1933年4月14日 - 2022年7月20日）は、日本の男性声優、舞台俳優。ぷろだくしょんバオバブ所属。東京府（現東京都）出身。

## 経歴
日本大学芸術学部卒業。
独立プロダクションの助監督を経て、1957年に劇団葦に入団し、解散まで在籍。その後、劇団もず、劇団河、オフィス央を経て、ぷろだくしょんバオバブ所属となった。
2022年7月20日深夜に急逝。劇舎カナリアの山本健翔や、『名探偵コナン』で演ずる鈴木史郎の娘・鈴木園子役の松井菜桜子などのSNSから松岡の死去の事実が伝えられた。剣持直明によると死去の前日まで元気であり、病気などはなかったが、血流が悪化して、心臓が停止したという。

## 人物
声種はバリトン。方言は奄美島口弁。
アニメ、外画吹き替えなどで活躍しており、舞台にも出演していた。
落ち着いた品格のある声質で、年配男性、老人役を演じることが多かった。
特技はハーモニカ演奏。趣味は登山、スキー。

## 出演

### テレビアニメ
1963年
- 鉄腕アトム（第1作）

1965年
- オバケのQ太郎（TBS版）（パパ〈初代〉）

1970年
- ばくはつ五郎

1971年
- アニメンタリー 決断

1973年
- 侍ジャイアンツ（解説者 他）

1974年
- 昆虫物語 新みなしごハッチ

1975年
- タイムボカン（おじいさん）

1976年
- 母をたずねて三千里（フェルディナンド）

1977年
- 超電磁マシーン ボルテスV（ダン）
- ヤッターマン（お爺さん）
- 野球狂の詩（前原）

1978年
- ペリーヌ物語
- 無敵鋼人ダイターン3（艦長）

1979年
- 科学冒険隊タンサー5（父）
- ベルサイユのばら（1979年 - 1980年）
- 星の王子さま プチ・プランス（アルパカ）

1980年
- 太陽の使者 鉄人28号（御堂博士）
- 鉄腕アトム (アニメ第2作)（獣医）
- 伝説巨神イデオン（ロウル）
- 無敵ロボ トライダーG7（クラード）
- ルパン三世（第2作）

1981年
- アニメ親子劇場（博士）
- フーセンのドラ太郎（医者）
- ワンワン三銃士（黒ひげの従者）
- 名犬ジョリィ（運転手、長老A）

1982年
- おちゃめ神物語コロコロポロン（リュークレス）
- 逆転イッパツマン（レッドバロン）
- 銀河旋風ブライガー（マルトフ）
- 銀河烈風バクシンガー（ライラの義父）
- ゲームセンターあらし（侍従）
- プロゴルファー猿（支配人）
- 魔法のプリンセス ミンキーモモ（老紳士）

1983年
- 機甲創世記モスピーダ（老人）
- スペースコブラ
- 装甲騎兵ボトムズ（祭司長）
- 特装機兵ドルバック（スリム）
- パソコントラベル探偵団（飛鳥博士）
- パーマン（列車アナウンス、刑事A、サトルの父、審判）
- プラレス3四郎（リチャードソン院長）
- みゆき（美由紀の父）
- 未来警察ウラシマン（ドクターノグチ）

1984年
- 銀河パトロールPJ（マエストロ2000）
- 銀河漂流バイファム（博士）
- 牧場の少女カトリ（モーリ）
- ルパン三世 PARTIII（ジャルジェ）

1985年
- ダーティペア（ガルー）
- 炎のアルペンローゼ（シュライヤー）

1986年
- オズの魔法使い（町の男 他）
- サンゴ礁伝説 青い海のエルフィ（タウマス）
- 青春アニメ全集（神父）
- 光の伝説（大石敏明）

1988年
- エスパー魔美（一彦）
- それいけ!アンパンマン（ふくろうおじさん）
- 超音戦士ボーグマン（司令）
- トッポ・ジージョ（ドグ）
- ドラえもん（テレビ朝日版第1期）
- 燃える!お兄さん（玄米茶〈爺ちゃん〉）

1989年
- 青いブリンク（髮の男）
- 美味しんぼ（1989年 - 1990年、盛沢、登田、桜田）
- 天空戦記シュラト（サティの村の老人）

1990年
- ロビンフッドの大冒険（モルス）

1992年
- あしたへフリーキック（カウフマン）
- ちびまる子ちゃん（山田くんのおじいさん〈初代〉）
- 花の魔法使いマリーベル（マーズ）

1994年
- 覇王大系リューナイト（村長）

1997年
- 剣風伝奇ベルセルク（ハッサン）
- 名探偵コナン（1997年 - 2014年、鈴木史郎〈初代〉、植木草八、本間健太郎）

1998年
- カウボーイビバップ（ドネリー）
- スーパーミルクちゃん
- 魔術士オーフェン（長老A）
- MASTERキートン（老人）

1999年
- ワイルドアームズ トワイライトヴェノム（おじいさん）

2000年
- 幻想魔伝 最遊記（武漢）
- ルパン三世 1$マネーウォーズ

2002年
- GetBackers-奪還屋-（今井繁之）
- 天地無用! GXP（九羅密美瀾）

2003年
- R.O.D -THE TV-（トト・ブックス店主）
- 明日のナージャ（ギター弾きの老人）
- 犬夜叉（開道、白心上人）
- キノの旅 -the Beautiful World-（賢者）
- 金色のガッシュベル!!（ジェフの祖父、リィエンの祖父）
- THE ビッグオー second season（老紳士）
- 高橋留美子劇場 人魚の森（和尚）
- ルパン三世 お宝返却大作戦!!

2004年
- 忘却の旋律 THE MELODY OF OBLIVION（ツナギじいさん）
- 魔法少女隊アルス（老人）
- マリア様がみてる～春～（青田先生）
- MONSTER（2004年 - 2005年、ヘス）

2005年
- ブラック・ジャック（横山英一）

2006年
- ケモノヅメ（老人）
- BLACK LAGOON（アルフレード）
- BLOOD+（フィリップ・ローゼンバーグ）
- まじめにふまじめ かいけつゾロリ（ヤギ蔵）

2008年
- 地獄少女 三鼎（校長）
- スレイヤーズREVOLUTION（村の村長）
- のらみみ2（ガハク）
- ポルフィの長い旅（アンゲロプロス）

2009年
- 蒼天航路（重臣）
- 空を見上げる少女の瞳に映る世界（長老D）

2010年
- デュラララ!!（北駒正二郎）

2016年
- 名探偵コナン エピソード“ONE” 小さくなった名探偵（鈴木史郎）

2017年
- サザエさん（2017年 - 2018年、海人のおじいさん 他）

### 劇場アニメ
1965年
- オバケのQ太郎 忍術修業の巻（パパ）
- オバケのQ太郎 台風がくるぞの巻（パパ）

1982年
- 機動戦士ガンダムIII めぐりあい宇宙編（フラナガン）
- ドラえもん のび太の大魔境（兵士）

1983年
- ドキュメント 太陽の牙ダグラム（コホード代表）
- ドラえもん のび太の海底鬼岩城（隊員A）

1985年
- 戦国魔神ゴーショーグン 時の異邦人（医師）

1991年
- アルスラーン戦記（大祭司）
- とべ!くじらのピーク（おじいさん）

1992年
- アルスラーン戦記2（大祭司）
- ドラえもん のび太と雲の王国（タガロの祖父）

1994年
- 邦ちゃんの一家ランラン

1999年
- 名探偵コナン 世紀末の魔術師（鈴木史郎）

2004年
- APPLESEED（七賢老オイオノス）

2013年
- ルパン三世VS名探偵コナン THE MOVIE（若護茂英心）

2021年
- 名探偵コナン 緋色の弾丸（鈴木史郎）

### OVA
1985年
- バビ・ストックI 果てしなき標的（老人）

1986年
- 機甲界ガリアン 鉄の紋章（側近A）
- トゥインクルハート 銀河系までとどかない（ツェペット老人）

1987年
- ダーティペア ラブリーエンジェルより愛をこめて（ジョブス・ガルー）

1991年
- IZUMO（先生）
- 銀河英雄伝説（ミッターマイヤーの父）
- 魍魎戦記MADARA（タタラ爺）

1992年
- 天地無用!魎皇鬼（九羅密美瀾）

1994年
- MINKY MOMO IN 旅だちの駅（老人）

1996年
- クイズ!メルメルホテルへようこそ（モーダ）

1999年
- 倒凶十将伝 巻の参 理想の巻

### ゲーム
1999年
- 金田一少年の事件簿3 青龍伝説殺人事件（武笠行男）

2002年
- 機動戦士ガンダム ギレンの野望 ジオン独立戦争記（フラナガン博士）
- ルパン三世 魔術王の遺産（老人〈ランドルフ2世〉）

2007年
- オーディンスフィア（エドマンド王、ブロム、クロイツ）

2009年
- テイルズ オブ グレイセス（フレデリック・バーンズ）

2010年
- テイルズ オブ グレイセス エフ（フレデリック・バーンズ）
- デュラララ!! 3way standoff（北駒正二郎）

2011年
- デュラララ!! 3way standoff -alley-（北駒正二郎）

2013年
- レイトン教授と超文明Aの遺産（レイモンド）

2015年
- デュラララ!! Relay（北駒正二郎）

2016年
- オーディンスフィア レイヴスラシル（タイタニア王、クロイツ、ブロム）

### ドラマCD
- 蒼のマハラジャ（父王）
- この世 異聞（山根昭造）
- ドラゴンランス戦記（ロラック）
- 最遊記 CDドラマコレクション（僧正）
- 神官は王に愛される（最長老）
- 天外レトロジカル ドラマCD 巻の一（天外さん、館主）
- マリア様がみてる「パラソルをさして」（青田三津夫）
- 魍魎戦記MADARA 胎蔵編（汰々羅〈タタラ爺〉）
- SOUND MOVIE 浪漫境伝説ロマンシア（爺〈育ての親〉）

### 吹き替え

#### 映画
- ある日どこかで（アーサー〈ビル・アーウィン〉）※ソフト版
- アベンジャーズ（男性警備員〈ハリー・ディーン・スタントン〉）
- アメリカン・グラフィティ ※TBS版
- アンナと王様（ムンシー）※機内上映版
- イースト/ウェスト 遙かなる祖国（コズロフ・セルゲイ・ヴァシリヴィッチ）
- ヴァンピレラ（エラの父）
- ウェイクアップ!ネッド（マイケル〈デイビッド・ケリー〉）
- ウォルト・ディズニーのサンタクローズ3/クリスマス大決戦!（ファーザー・タイム〈ピーター・ボイル〉）
- エクソシスト（カール〈ルドルフ・シュンドラー〉）※TBS版
- エネミー・オブ・アメリカ（マーク・シリバーバーグ〈フィリップ・ベイカー・ホール〉、ウー）※ソフト版
- エリミネーターズ（タカダ博士）
- オーメン/最後の闘争（ハーヴェイ・ディーン〈ドン・ゴードン〉）
- 男の闘い（オコナー神父）
- 踊れトスカーナ!（ナターリ）
- 合衆国最後の日（アーサー・レンフルー〈ジョゼフ・コットン〉）
- カナディアン・エクスプレス（切符取扱員）※フジテレビ版
- 偽造（父親〈ヴァーノン・ドブチェフ〉）
- 危険な関係
- キングピン/ストライクへの道（イシュマエルの父親〈ウィリアム・ジョーダン〉）
- クイック&デッド ※テレビ朝日版
- くちづけはタンゴの後で（神父〈ピーター・ジャーティー〉）
- 唇からナイフ（ストラウス）
- グリーン・カード（ブロンティの父）
- グリーン・デスティニー（ティエ氏〈ラン・シャン〉）※ソフト版
- クリスマスに届いた愛（ケイレブ・グレンジャー〈アーサー・ヒル〉）
- 夏至
- ゴッドファーザー PART III（ドン・リシオ・ルケージ〈エンツォ・ロブッティ〉）※ソフト版
- この胸のときめき（ウォーリー〈ウィリアム・ブロンダー〉）
- コマンド戦略（マーク・W・クラーク中将〈マイケル・レニー〉、ルイス・マウントバッテン）※TBS版
- さいはての用心棒（ゴールド〈ホセ・カルヴォ〉）※TBS版
- ザ・ガン 運命の銃弾（ハウイー）
- ザ・キャット（ヴェスターガード〈ホルガー・パルフォート〉）
- ザ・ドライバー（私服刑事ゴールド〈フェリス・オーランディ〉）※日本テレビ版
- サブウェイ・パニック（市警本部長フィル）
- サンダーバード 劇場版（アロイシャス・パーカー）※NHK版
- サンダーバード6号（アロイシャス・パーカー）※NHK版
- ジェーン・オースティンのエマ（ウッドハウス氏〈バーナード・ヘプトン〉）
- 史上最大の作戦（レンジャー隊隊員〈ロバート・ワグナー〉）※日本テレビ版
- 死にたいほどの夜（フレッチャー神父〈パット・マクナマラ〉）
- シャーロック・ホームズの素敵な挑戦（ジェームズ・モリアーティ教授〈ローレンス・オリヴィエ〉）
- ジョーズ（チャーリー）※日本テレビ版
- 少女の髪どめ（ナジャフ）
- 新・桃太郎3/聖魔大戦（福徳正神）
- スウィーパーズ（オールド・モー〈ファッツ・ブックホレイン〉）
- スノー・ドッグ（アーニー〈ブライアン・ドイル＝マーレイ〉）
- ダイアナ（クリスチャン・バーナード〈マイケル・バーン〉）
- ダイナウォーズ/恐竜王国への大冒険（レックスのパパ）
- 0086笑いの番号（カラザース〈ノーマン・ロイド〉）
- ディアボロス/悪魔の扉（ガーソン・ディーズ裁判長、アルフォンソ・ダマト議員）※ソフト版
- テス（クレア牧師〈デヴィッド・マーカム〉）
- 永遠の愛に生きて（ウォーレン・"ウォーニー"・ルイス〈エドワード・ハードウィック〉）
- 眠れぬ夜のために（ジャック〈リチャード・ファーンズワース〉）
- バカルー・バンザイの8次元ギャラクシー（ヒキタ教授〈ロバート・イトー〉）
- 伯爵夫人（ミルトン・クラーク）※ソフト版
- パッチ・アダムス トゥルー・ストーリー（議長）
- バットマンシリーズ（アルフレッド・ペニーワース〈マイケル・ガフ〉）※ソフト版
  - バットマン
  - バットマン リターンズ
  - バットマン フォーエヴァー
  - バットマン & ロビン Mr.フリーズの逆襲
- パトリオット・ゲーム（ホームズ卿〈ジェームズ・フォックス〉）※フジテレビ版
- 犯行予告（エンジェルの父〈ケヴィン・クーニー〉）
- ヒマラヤ杉に降る雪（フィールディング判事〈ジェームズ・クロムウェル〉）
- フィールド・オブ・ドリームス（ハリス校長）※VHS版
- フロム・ヘル（チャールズ・ウォーレン卿〈イアン・リチャードソン〉）※ソフト版
- ペギー・スーの結婚（アーサー〈ウィル・シュライナー〉）
- ベンジャミン・バトン 数奇な人生（ローズ医師）
- ポセイドン・アドベンチャー（ジョン牧師〈アーサー・オコンネル〉）※テレビ朝日版
- 炎の人ゴッホ（ガッシェ〈エヴェレット・スローン〉）※TBS版
- マイティ・ジョー（エリオット・ベイカー会長〈ローレンス・プレスマン〉）※ソフト版
- マックイーンの絶対の危機（スティーヴの父）※日本テレビ版
- マッドマックス（ジギー保安官）
- マルホランド・ラン/王者の道（デビッド〈ダグラス・ダークソン〉）
- ミート・ザ・ペアレンツ（男性患者〈マーク・ハマー〉）
- ミオとミラミス 勇者の剣（偏屈な老人〈ジェフリー・ステインズ〉）※VHS版
- ミッドウェイ ※日本テレビ版
- 夜の大捜査線 ※NET版
- 夜の訪問者 ※日本テレビ版
- ラストコンサート ※日本テレビ版
- ララミーから来た男（アレック・ワゴマン〈ドナルド・クリスプ〉）※ソフト版
- リーグ・オブ・レジェンド/時空を超えた戦い（ドレイパー）
- レリック（フロック博士〈ジェームズ・ホイットモア〉）
- ローマの休日（大使〈ハーコート・ウィリアムズ〉）※フジテレビ版
- 私が愛したギャングスター（グローガン神父〈デイビッド・ケリー〉）

#### ドラマ
- 悪魔の異形 #1（ヘンリー牧師〈レナード・ピアース〉）
- アボンリーへの道（ローソン〈レスリー・カールソン〉）
- アメリカン・ヒーロー #7（デヴィッド・ケイン〈マイケル・エンサイン〉）
- アラン・ドロンの刑事物語 #2（ノルディール・アムディ）
- アリー my Love（上級裁判長）
- ERV緊急救命室（老人）
- ERIX緊急救命室（ソープ）
- イ・サン（老僕）
- インディ・ジョーンズ/若き日の大冒険（ジェームズ・モートン）
- X-ファイル ※テレビ朝日版
  - シーズン2「不老」
  - シーズン5「プロメテウス」「クリスマス・キャロル」
- NCIS 〜ネイビー犯罪捜査班
  - シーズン8 #12（ウォルター・マグナス博士〈ボブ・ニューハート〉）
  - シーズン11 #7（ウォルター・ペック〈トム・フィッツパトリック〉）
- 奥さまは魔女 ※第227話
- OZ/オズ（ウィリアム・ジャイルズ〈オースティン・ペンドルトン〉）
- 騎馬警官（ルーベンス）
- ギルモア・ガールズ（ワイルダー神父）
- 刑事コジャック シーズン1 #9（ベイカー〈ウィリアム・プリンス〉）
- 刑事コロンボシリーズ
  - 毒のある花（ダフィ警部〈ジョン・フィネガン〉）
  - 自縛の紐（チャーリー、検視官）
- 刑事ナッシュ・ブリッジス（マール）
- 刑事マルティン・ベック サボイ・ホテルの殺人（ユーゲン・ホフマン）
- THE TUDORS〜背徳の王冠〜（カンペツジオ枢機卿〈ジョン・カバナグ〉）
- 三国志演義（譙周）
- サンダーバード（オーシャンパイオニアI世号乗員コリンズ）
- シェルビーの事件ファイル（ジャック・グリズワルド）
- シカゴ・メッド #17（クライド・グリックマン〈ハワード・ヘスマン〉）
- シャーロック・ホームズの冒険
  - 空き家の怪事件（ジョン・ハーディ）
  - レディー・フランシスの失踪（ホテルマン）
- 私立探偵マグナム シーズン1 #11（シドニー・ドリンジャー〈リュー・エアーズ〉）
- スピン・シティ（ラリー神父〈ミロ・オーシャ〉）
- 大草原の小さな家（フロイド〈エルモア・ビンセント〉）
- 地上最強の美女たち!チャーリーズ・エンジェル シーズン1 #7（グリル・ジョヴァンニ）
- 超音速攻撃ヘリ エアーウルフ シーズン1 #7（ハリー・ルボー）
- Dr.刑事クインシー シーズン3 #19（グレンドン〈ジョージ・ワイナー〉）
- 特攻野郎Aチーム
  - シーズン3 #4（クレイモント）、#17（ジム・サリヴァン）
  - シーズン5 #12（バーニー・グリーン〈リュー・エアーズ〉）
- ナイトライダー シーズン3 #13（フォン・ブーアマン博士〈カート・ロウェンス〉）
- HAWAII FIVE-0
  - シーズン1 #20 #22、シーズン3 #5（ケアコ叔父さん〈サブ・シモノ〉）
  - シーズン4 #10（エズラ・クラーク〈ジャック・アクセルロッド〉）
  - シーズン7 #15（イッツァー・クローゼン〈バーニー・コペル〉）
- ピート・デュエル / 西部二人組（牧師）
- FARGO/ファーゴ3（老ハワード・ジマーマン）
- ふたりは最高!ダーマ&グレッグ シーズン2 #18（医者）
- ふたりはふたご（フィルモア〈ランス・ハワード〉）
- プリズナーNo.6（運び屋、作業員）
- ボーイ・ミーツ・ワールド シーズン5（バーニー・コペル〈本人役〉）
- マペット放送局（ボブ・キーシャン）
- ミステリーゾーン（シドンズ医師〈ビル・ファウケット〉）
- 名探偵ダウリング神父 シーズン1 #3（カーン判事）
- 名探偵ポワロ ※NHK版
  - 海上の悲劇（ラッセル氏、老人）
  - コーンワルの毒殺事件（アダムス医師）
  - 二重の罪（ドアマン）
  - マースドン荘の悲劇（ドクター・バーナード）
  - チョコレートの箱（ガストン・ボージュ〈デビッド・デ・キーザー〉）
  - ゴルフ場殺人事件（ドクター・ オート、判事）
- 世にも不思議なアメージング・ストーリー シーズン1 #5（マッケイ神父）
- レリックハンター〜秘宝を探せ（レメンザ教授）
- ロズウェル - 星の恋人たち（チェンバース海軍提督〈リチャード・マクグナグル〉）
- わんぱくフリッパー シーズン1 #26（保安官）※※VHS版

#### アニメ
- 怪傑くも人間（ベン・パーカー）※東京12チャンネル版
- サーフズ・アップ
- ファンタジア（レオポルド・ストコフスキー）※BVHE（新）版
  - ファンタジア2000
- ヘラクレス（老人）
- ラマだった王様 学校へ行こう!（ルディ）
- ラマになった王様（ルディ〈ジョン・フィードラー〉）
- ラマになった王様2 クロンクのノリノリ大作戦（ルディ〈ジョン・フィードラー〉）

### ボイスオーバー
- 人類、月に立つ（NHK-BS1）
  - 第8回「アポロ13号〜ニュースキャスターの闘い」
- BS世界のドキュメンタリー（NHK-BS1）

### ナレーション
- ぶらり途中下車の旅（2019年 - 2022年、日本テレビ） - 副音声ナレーション

### テレビドラマ
- 鞍馬天狗（1969年、NHK）

### 舞台
- 人間の条件（1958年、東京芸術座）[9]
- 鬼丘鬼島（1960年）[9]
- 日本三文オペラ（1961年）[9]
- その心を知らず（1973年、白木杏平プロデュース）[18]
- 殺し屋と関節炎（1977年 - 1978年、2つの部屋プロデュース）[19][20]
- ハーフムーン・ミニ・シアター「私の心は旅する鞄」（1992年）
- シアタークラシックス 第5回公演「心の目には…」（1994年）
- フリンジ公演 Vol.2「ウェイティング・ルーム」（2002年）
- ギイ・フォワシイ・シアター公演
  - 28年祭公演「われらが青春のマリアンヌ」（2004年） - フェリックス
  - 第86回公演「相寄る魂/ファンファーレを待ちながら」（2014年）
- シアターX「12.9 1980 その前日ジョン・レノンは射殺された」（2005年） - 客演
- 独歩プロデュース公演「はるなつあきふゆ」（2006年） - 男3
- シアターX・フランス演劇クレアシオン提携公演
  - 「行き交い」（2008年）
  - 「砂の病」（2009年）
  - 「天国（Deux Tickets pour le Paradis）」（2011年）
  - 「天国への二枚の切符」（2011年） - 神
- コメディ オン ザ ボード公演
  - シアターX「真夏の夜の哀しみ・2011」（2011年） - 老演芸評論家
  - シアターXカイ提携公演vol.10 新版・春雷「さよならはダンスのあとで?」（2012年）
- 渦産業かかわり公演（2013年）
  - 「マルセ太郎13th メモリアルバラエティー 芸人魂・5つの物語〜マルセな時間〜」
  - 「THET’S 芸人魂〜笑ってほしい怖い人〜」
- 劇舎カナリア・シアターX提携公演「みんなしてジョンレノンをなきものにしやがった」（2014年）
- アトリエだるま座 だるまちっくシアター公演
  - 「かぞくや」（2013年）
  - 「3年G組 - ある夏の日に - 」（2015年） - 声の出演
- 新宿625第6回公演「ぬけがら」（2016年2月）

### その他
- 日本名作絵本CD「オオクニヌシといなばの白うさぎ」（おじいさん）
- 世界絵本箱シリーズ 第3弾「ベッドのまわりはおばけがいっぱい」（声の出演）
- クイズ!メルメルホテルへようこそ（モーダ）